# II. K'inich Kan Bahlam
II. K'inich Kan Bahlam (hieroglif forma: K'INICH-KAN]-[BAHLAM]-ma; magyarul: Sugárzó Kígyó Jaguár) (Palenque, 635. május 23. – 702. február 20.) Palenque maja állam uralkodója. (A dátumok a maja naptár szerint: 9.10.2.6.6. 2 Kimi 19 Sots' illetve 9.13.10.1.5. 6 Chikchan 3 Pop.) Dinasztikus titulusa a 10. a sorban, ami persze csak akkor igaz, ha a „rendellenes” elődöket kiiktatjuk a sorból.

## Élete, uralkodása
Hosszú életű apja, I. K'inich Janaab Pakal után 684-ben (a maja naptár szerint 9.12.11.12.10 8 Ok 3 K'ayab), 48 éves korában lépett a trónra.
18 évig tartó uralkodása alatt Palenque legszebb építészeti és szobrászati alkotásai jöttek létre. Portréi a legegyénibb maja uralkodói ábrázolások közé tartoznak, a szobrokon jól felismerhető a realista módon megformált sasorra és telt alsó ajka.
Első dolga apja eltemetése, halotti templomának befejezése volt. A felső szentélyben elhelyezett három nagy feliratos tábla (617 hieroglifájával a második leghosszabb fennmaradt maja felirat) beszámol a trónra lépéséről. A templom homlokzati feliratán a dinasztia 10. uralkodójának nevezik, ami csak akkor igaz, ha a „rendellenes” uralkodókat kiveszik a sorból.
A halott templom befejezése után kezdték el az ő saját nagyszabású piramisegyüttesének építését. 692-ben egyszerre avatták fel a Nap temploma, a Kereszt temploma és a Leveles kereszt temploma nevekkel ellátott összetett épületegyüttest, amely az anyagok és a formák rendkívül változatos kavalkádjában jeleníti meg mitikus és történelmi mondanivalóját. Kan Bahlam a palenque-i istentriász mindhárom tagját saját templommal látta el, és egyben a maga helyét is kijelölte a királyság alapításának legendájában. A három templom szívében tetőve] ellátott kis belső szentélyeket alakítottak ki. A szűk kamrák jelképes ,,gőzfürdőként" a lelki megtisztulásra szolgálnak. A szentek szentjében egy-egy domborműves táblát helyeztek el, amelyek a királyt gyermek és érett férfi alakjában ábrázolják, amint lerója hódolatát az adott templom szent ikonja előtt. A régészek ezekről adták a templomoknak a mai nevüket. A feliratok megemlékeznek a Jupiter, a Mars, a Szaturnusz és a Hold 690 júliusi különleges együttállásáról. Ezt a csillagászati eseményt az egyik templomban égetési rítussal, másnap egy másik szentély, a Ragyogó Quetzal Ház (k'inich k'uk' naah) felavatásával ünnepelték meg. Rávésték ezt az emlékezetes dátumot a király portréját megörökítő nagy jádedarabra is, amit a régészek a Chichén Itzá-i kútban találtak meg. A 13. k'atunvég (692) alkalmából Kan Bahlam elkészíttette az egyetlen palenque-i figurális sztélét a Kereszt templomának egyik teraszán.
A kutatások nyomán egy hódító király képe alakult ki, aki mindent megtett a városállam gazdagságának és hatalmának növelésére. Már három évvel trónra lépése után háborút viselt a fő rivális, Toniná ellen. Az ottani uralkodó akkor eltűnt a feliratokból, ami a támadás sikerét jelzi. További három év múlva ő iktatta be újra hivatalába Moral Reforma urát, aki korábban Calakmul vazallusa volt. Hatalma kiterjedt az Usumacinta folyó déli partjára is, ahol La Mar és Anaité is meghódolt neki. 692-ben azonban vereséget szenvedett Toninától és ezt a területet valószínűleg elvesztette.
702. február 16-án hunyt el, és még aznap el is temették. Halotti szentélye valószínűleg a Kereszt temploma lehetett, amelyben nagy mennyiségű szent tárgyat találtak, de a király sírját még nem sikerült megtalálni.

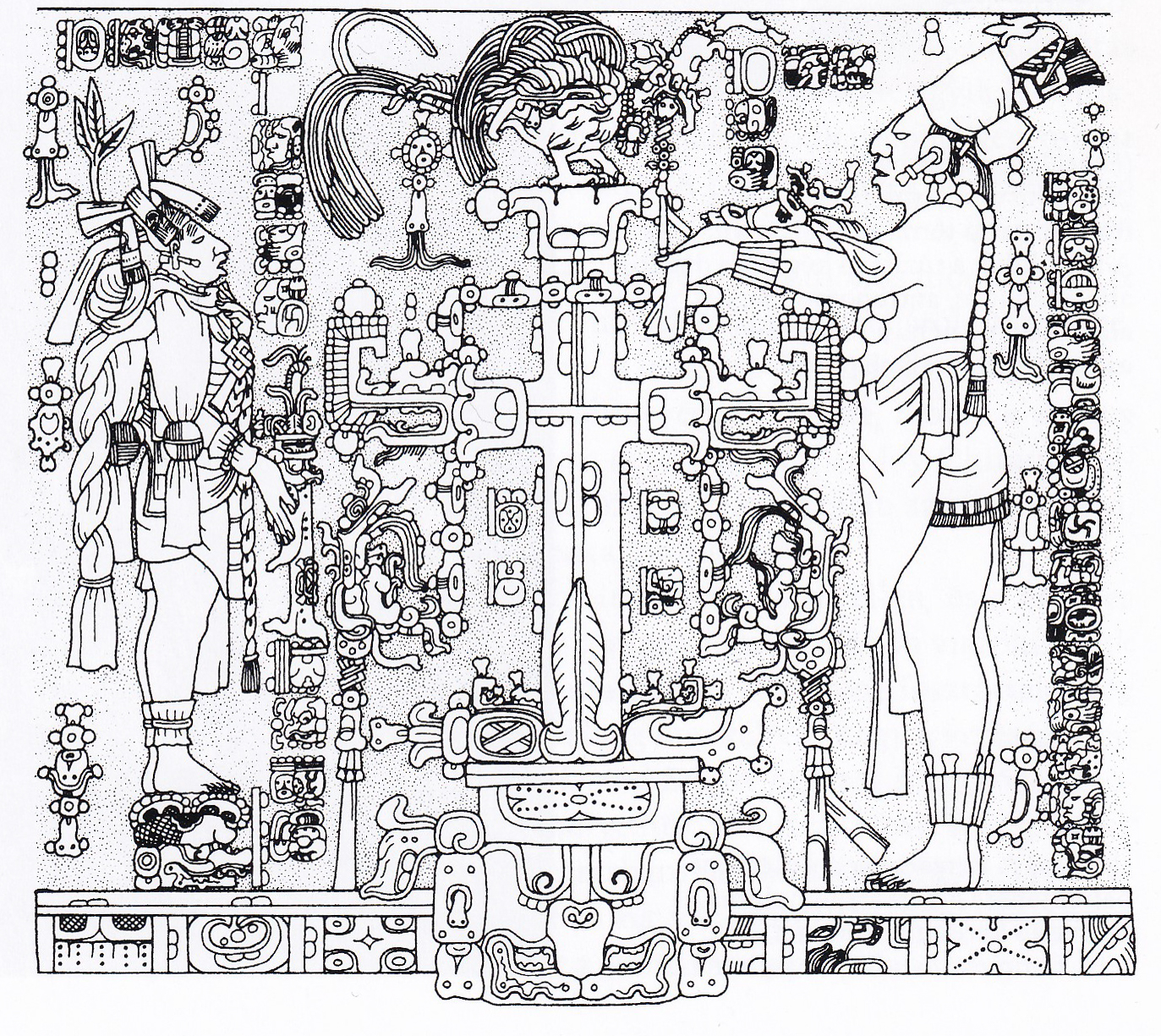
Relief a Kereszt templomából, középen világfa, balra Kan Bahlam gyermekként, jobbra felnőttként. Rekonstrukciós rajz

## Emlékművei
- A Nap, Kereszt és Leveles kereszt templomának domborműves táblái és tetőgerendái;
- A Feliratok templomának domborműves táblái és homlokzata
- Del Rio-trón(?);
- Harcosok táblája;
- a 17. templom domborműves táblája(?);
- Halálfej;
- Jonuta-dombormű;
- a Kereszt templomának sztéléje.